# Þjófafoss
Þjófafoss (Thjofafoss) es una cascada de Islandia situada en el río Þjórsá en el costado oriental de los campos de lava de Merkurhraun, en la zona meridional de Islandia, en la punta suroeste del monte Búrfell. En islandés Þjófafoss quiere decir 'cascada de los ladrones', pues según la tradición aquí eran ahogadas las personas acusadas de robar. Debido a la hidroeléctrica que se construyó río arriba, la cascada solo es visible a principios del verano, cuando ha terminado el deshielo primaveral.